# Szigetszentmiklós
Szigetszentmiklós là một thành phố thuộc hạt Pest, Hungary. Thành phố này có diện tích 45,65 km², dân số năm 2010 là 33759 người, mật độ 740 người/km².